# 施萊斯海姆宮

施萊斯海姆宮（德語：Schloss Schleißheim）是位於德國巴伐利亞慕尼黑郊外的一處宮殿，共包括了三座宮殿建築。除了宮殿之外，施萊斯海姆宮還包括了一座巴洛克式的花園。施萊斯海姆宮的花園也是德國罕見的保存完好的巴洛克式花園。施萊斯海姆宮在歷史上是巴伐利亞的統治者維特爾斯巴赫王朝家族的夏宮。

## 外部連結
- Schleissheim Palace （页面存档备份，存于）
- Gallery of European baroque painting

48°14′55″N 11°34′06″E / 48.24861°N 11.56833°E